# Polygonia g-album
Polygonia g-album är en fjärilsart som beskrevs av Antoine François, comte de Fourcroy 1785. Polygonia g-album ingår i släktet Polygonia och familjen praktfjärilar. Inga underarter finns listade i Catalogue of Life.